# Exomalopsis compta
Exomalopsis compta är en biart som beskrevs av Timberlake 1980. Exomalopsis compta ingår i släktet Exomalopsis och familjen långtungebin. Inga underarter finns listade i Catalogue of Life.